# Köllő Gábor (építőmérnök)
Köllő Gábor (Szamosújvár, 1950. március 27.) erdélyi magyar építőmérnök, egyetemi tanár.

## Életpályája
A középiskolát Szamosújváron végezte 1964 és 1969 között. 1974-ben szerzett diplomát a jászvásári műszaki egyetemen. 1974 és 1978 között mérnök a kolozsvári Vasútépítő Vállalatnál. 1978 óta a  kolozsvári  Műszaki Egyetem oktatója, 2000 óta egyetemi tanár, 2003-tól doktorátusvezető. 1995-től a műszaki tudományok doktora.
Kutatási területei: vasúti felépítmény, vágánygeometria, öszvérhídszerkezetek. 18 könyv és tankönyv, több mint száz tanulmány szerzője. Tudományos dolgozatait Köllő Gavril néven közölte.
2004-től az Erdélyi Magyar Műszaki Tudományos Társaság elnöke, a Magyar Mérnöki Kamara tiszteletbeli tagja, a Magyar Mérnökök és Építészek Világszövetségének (MMÉV) alelnöke.

## Magyar nyelvű szakkönyvei
- Mechanika mérnököknek. EMT Kolozsvár. 2007. ISBN 978-97-7840-15-8-5
- Szerkezetek szamítógépes tervezése az EUROCODE szerint. (társszerzők: Moga P., Gutiu St., Kiss Z.)  EMT Kolozsvár. 2008.
- Tartószerkezetek és reabilitáció  (szerkesztő, társszerző). Incitato Kiadó Kolozsvár. 2004. ISBN 973-86852-7-3.
- Tartószerkezetek (szerkesztő, társszerző). EMT Kolozsvár. 2006. ISBN 973-7840-08-9.
- Műszaki szaktanulmányok (szerkesztő, társszerző). Scientia Kiadó. Kolozsvár 2002. ISBN 973-85422-5-1.

## Díjai
- Arany János-érem, 2024[1]

- Clark Ádám-életműdíj, Hidászokért Egyesület, 2025[2]